# May Sinclair
Pour les articles homonymes, voir Sinclair.
May Sinclair, pseudonyme de Mary Amelia St. Clair, née le 24 août 1863 à Rock Ferry, Cheshire et morte le 14 novembre 1946 dans le Buckinghamshire, est une écrivaine et critique littéraire britannique. Elle est connue également comme suffragiste engagée, membre de la Women Writers' Suffrage League.

## Biographie
Mary Amelia St. Clair naît à Rock Ferry, bourg de la Péninsule de Wirral, situé au bord de la Mersey qui le sépare de Liverpool, où son père, William Sinclair est armateur. Il meurt prématurément et son épouse, Amelia Hind, donne à leurs six enfants une éducation stricte et religieuse. May Sinclair est la seule fille de la fratrie. Sa famille s'installe dans la banlieue de Londres et elle suit une année de cours au Cheltenham Ladies' College.
Elle commence à écrire en 1896, et aborde des thèmes relatifs à la situation des femmes dans la société, et au mariage. Elle est également l'auteure d'écrits d'inspiration philosophique, en particulier en lien avec l'idéalisme allemand. 
Elle soutient financièrement, par un don de 500 ₤, et par ses écrits, la création de la Medico-Psychological Clinic à Londres en 1913. En 1914, elle se porte volontaire pour rejoindre l'ambulance créée par le Dr Hector Munro, pour porter assistance aux soldats belges blessés sur le front de l'ouest durant la Première Guerre mondiale, en Flandre. L'ambulance arrive à Ostende le 25 septembre 1914, Mary Sinclair occupe multiples fonctions : elle est non seulement secrétaire, mais également infirmière, correspondante et collectrice de fonds. Elle ne passe que quelques semaines au front, rentrant en Angleterre le 13 octobre, afin de collecter l'argent nécessaire à la poursuite de l'entreprise, mais cette expérience a inspiré plusieurs de ses écrits. Elle publie notamment Day-Book of Dr Hector Munro's Motor Ambulance Corps, carnet de bord dans lequel elle a consigné les événements survenus entre le 25 septembre et le 11 octobre 1914. Elle publie également trois récits dans l'English Review, puis A Journal of Impressions in Belgium, introduit par un poème dans lequel elle exprime sa déception de n'avoir pas été autorisée par le commandement du corps Munro à retourner sur le front. Enfin, elle écrit un second récit, The Romantic (1920). 
Elle s'intéresse à la psychologie et à la psychanalyse et introduit des éléments liés à la pensée de Sigmund Freud dans ses romans. Elle a écrit sur le mouvement poétique Imaginisme et la poète H.D. (Hilda Doolittle) avec qui elle était liée, en 1915 dans le magazine The Egoist. Elle était également liée à Richard Aldington et Ezra Pound. Elle a aussi évoqué la poésie de T. S. Eliot en 1917 dans The Little Review, et l’œuvre fictionnelle de Dorothy Richardson (1918 dans The Egoist). C'est en étudiant l'œuvre de Richardson qu'elle a introduit la notion de « stream of consciousness », terminologie littéraire qui a été généralement adoptée. On retrouve dans ses romans l'influence de techniques modernistes d'écriture, en particulier dans son livre autobiographique Mary Olivier: A Life (1919). Ses livres figurent dans la liste Contact Collection of Contemporary Writers de 1925.
Elle s'intéresse au spiritisme et est membre de la Society for Psychical Research  à partir de 1914.
Elle souffre de la maladie de Parkinson dès la fin des années 1920 et cesse d'écrire. Elle réside alors de façon permanente  de 1936 à 1946 à Bierton, près de Aylesbury, dans le Buckinghamshire.

## Œuvres

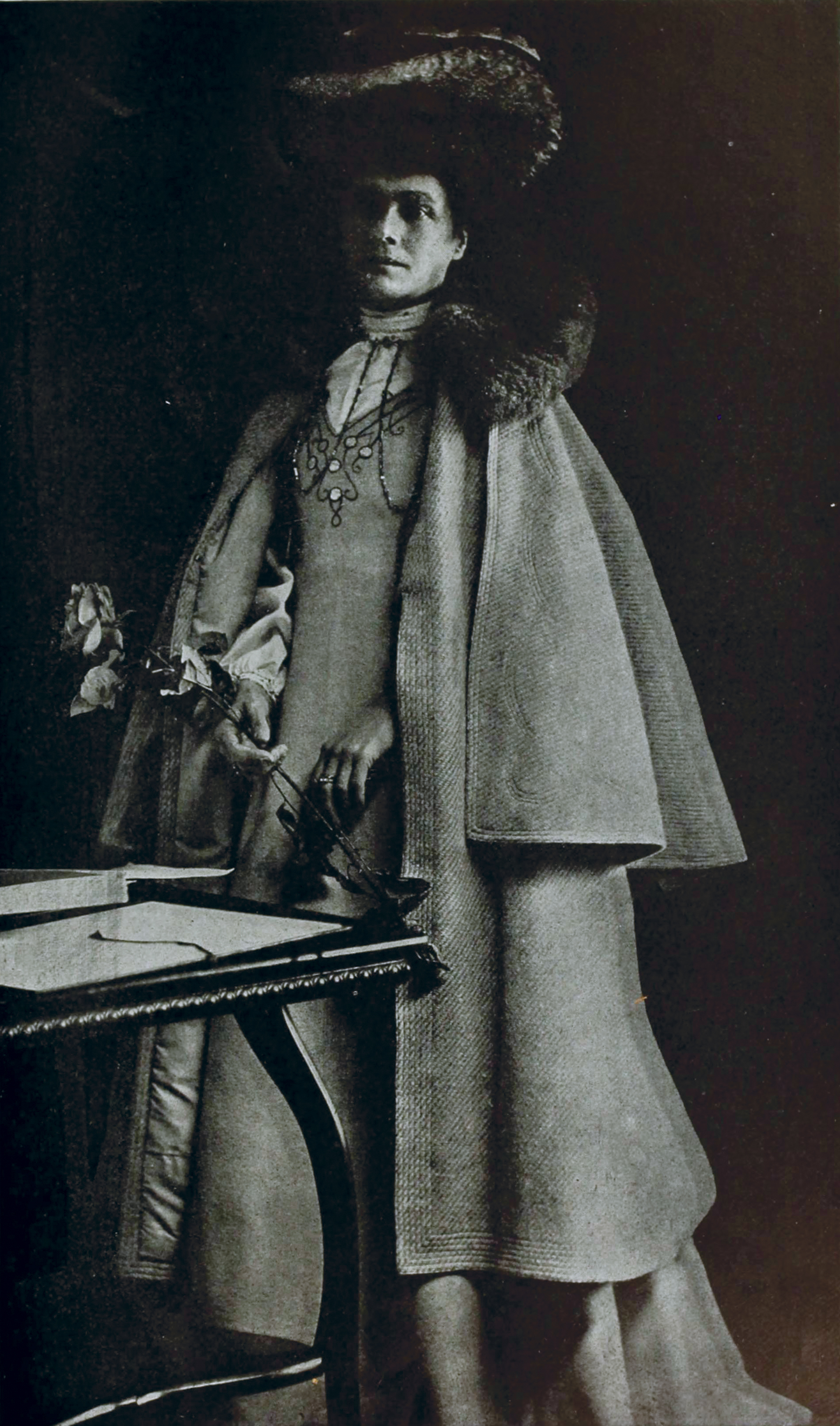
Portrait par E. Huggins

- Nakiketas and other poems (1886), sous le nom de Julian Sinclair
- Essays in Verse (1892)
- Audrey Craven (1897)
- Mr and Mrs Nevill Tyson (1898) ou The Tysons * Two Sides of a Question (1901)
- The Divine Fire (1904)
- The Helpmate (1907)
- The Judgment of Eve (1907)
- The Immortal Moment (1908)
- Kitty Tailleur (1908)
- Outlines of Church History by Rudolph Sohm (1909)
- The Creators (1910)
- Miss Tarrant's Temperament (1911), Harper's Magazine
- The Flaw in the Crystal (1912)
- The Three Brontes (1912)
- Feminism (1912), pamphlet
- The Combined Maze (1913)
- The Three Sisters (1914) Les Trois Sœurs, trad. de Mary-Cécile Logé, préface d'Olivier Philipponnat, Paris, Archipoche, 2019  (ISBN 978-2-37735-275-3)
- The Return of the Prodigal (1914)
- A Journal of Impressions in Belgium (1915)
- The Belfry (1916)
- Tasker Jevons: The Real Story (1916) La Véritable Histoire de Tasker Jevons, suivi de Monsieur Waddington de Wyck, traduction et édition critique par Leslie de Bont, Paris, Classiques Garnier, coll. « Littératures du monde » no 47, 2023  (ISBN 978-2-406-14173-0)
- The Tree of Heaven (1917)
- A Defense of Idealism: Some Questions & Conclusions (1917)
- Mary Olivier: A Life (1919) Mary Olivier : une vie, trad. de Marc Logé, Paris, Nouvelles éditions latines, coll. « Les maîtres étrangers », 1949 (BNF 32633885)
- The Romantic (1920) Un romanesque, trad. de Marc Logé, Paris, Plon, 1922 (BNF 31372764)
- Mr. Waddington of Wyck (1921) Monsieur Waddington de Wyck, précédé de La Véritable Histoire de Tasker Jevons, traduction et édition critique par Leslie de Bont, Paris, Classiques Garnier, coll. « Littératures du monde » no 47, 2023  (ISBN 978-2-406-14173-0)
- Life and Death of Harriett Frean (1922) Vie et mort de Harriet Frean, trad. et préf. de Diane de Margerie, Paris, Flammarion, coll. « Bibliothèque anglaise », 1982  (ISBN 2-08-064515-3) ; réédition, Paris, Cambourakis, 2023  (ISBN 978-2-36624-743-5)
- Anne Severn and the Fieldings (1922)
- The New Idealism (1922)
- Uncanny Stories (1923)
- A Cure of Souls (1924)
- The Dark Night: A Novel in Unrhymed Verse (1924)
- Arnold Waterlow (1924)
- The Rector of Wyck (1925)
- Far End (1926)
- The Allinghams (1927)
- History of Anthony Waring (1927)
- Fame (1929)
- Tales Told by Simpson (1930), histoires
- The Intercessor, and Other Stories (1931)